# احمد فوزی عبدالرزاق
احمد فوزی عبدالرزاق (زادهٔ ۸ ژانویه ۱۹۴۹) یک دیپلمات مالزی است که از روز ۱ مهٔ ۲۰۲۱ به عنوان هشتمین فرماندار پنانگ انجام وظیفه می‌کند.

## نشان‌ها
احمد فوزی به نشان‌های زیر نائل گردیده بود.
- مالزی:
  -  عضو مقام عرصه دفاع (اِی ام ان) (۱۹۷۹)
  -  یارسالار مقام وفاداری به پادشاهی مالزی (جِی اس ام) (۱۹۹۹)
  -  سالار مقام وفاداری به پادشاهی مالزی (پی اس ام)، تان سری (۲۰۰۳)[۱]
  -  سپهسالار مقام عرصه دفاع (اس ام ان)، تون (۲۰۲۱)[۲][۳]